# Општина Бачки Петровац
Општина Бачки Петровац је једна од општина у Републици Србији. Налази се у АП Војводина и спада у Јужнобачки округ. По подацима из 2004. општина заузима површину од 158 km² (од чега на пољопривредну површину отпада 14192 ha, а на шумску 136 ha).
Седиште општине је градско насеље Бачки Петровац. Општина Бачки Петровац се састоји од 4 насеља. Према подацима са последњег пописа 2022. године у општини је живело 11.512 становника (према попису из 2011. било је 13.418 становника).	 У општини се налазе 4 основне и 1 средња школа.

## Етничка структура
| Етнички састав према попису из 2022.‍ | Етнички састав према попису из 2022.‍ | Етнички састав према попису из 2022.‍ | Етнички састав према попису из 2022.‍ | Етнички састав према попису из 2022.‍ |
| ------------------------------------ | ------------------------------------ | ------------------------------------ | ------------------------------------ | ------------------------------------ |
|                                      |                                      |                                      |                                      |                                      |
| Словаци                              | Словаци                              |                                      | 6.975                                | 60,58%                               |
| Срби                                 | Срби                                 |                                      | 3.227                                | 28,03%                               |
| остали                               | остали                               |                                      | 806                                  | 7,00%                                |
| неизјашњени                          | неизјашњени                          |                                      | 504                                  | 4,37%                                |
| укупно: 11.512                       |                                      |                                      |                                      |                                      |

## Познате личности
- Стефан Стратимировић
- Зуска Медвеђова
- Жарко Петровић
- Георгије Бранковић